# Belvedere (Londyn)
Belvedere – dzielnica Londynu, leżąca w gminie London Borough of Bexley. W 2011 dzielnica liczyła 11890 mieszkańców.